# Вюртемберг (херцогство)
Херцогството Вюртемберг (на немски: Herzogtum Württemberg) е швабско херцогство на Свещената римска империя във Вюртемберг, Баден-Вюртемберг, Германия през 1495 – 1803/1806 г.

## История
На имперското събрание във Вормс на 21 юли 1495 г. римско-немския крал и по-късен император Максимилиан I издига Графство Вюртемберг на херцогство. Граф Еберхард V от Дом Вюртемберг е издигнат на херцог на Вюртемберг и херцог на Тек като Еберхард I. На 25 януари 1442 г. Вюртемберг се разделя от графовете Лудвиг I и Улрих V на две части до 1482 г. Чрез женитбата на граф Улрих I с Мехтхилд фон Баден през 1251 г. по-късната столица Щутгарт идва към Вюртемберг.
Наполеон издига херцог Фридрих II през май 1803 г. на курфюрст на Курфюрство Вюртемберг. На 1 януари 1806 г. Фридрих става крал Фридрих I на Кралство Вюртемберг.